# Notocitellus annulatus
Notocitellus annulatus är en däggdjursart som beskrevs av John James Audubon och John Bachman 1842. Den ingår i släktet Notocitellus och familjen ekorrar. IUCN kategoriserar arten globalt som livskraftig.

## Taxonomi
Arten har tidigare förts till släktet sislar (Spermophilus), men efter DNA-studier som visat att arterna i detta släkte var parafyletiska med avseende på präriehundar, släktet Ammospermophilus och murmeldjur, har det delats upp i flera släkten, bland annat Notocitellus.
Catalogue of Life samt Wilson & Reeder listar två underarter:
- Notocitellus annulatus annulatus (Audubon and Bachman, 1842)
- Notocitellus annulatus goldmani (Merriam, 1902)

## Utseende
Hos denna sisel är huvud och bål tillsammans ungefär lika långa som svansen. Den totala längden varierar mellan 38 och 47 cm. Arten har ett svartaktigt huvud och pälsen på kroppen varierar mellan brun och nästan svart, ibland med en rosa skuggning. Den ganska smala (inte yviga) svansen har cirka 15 mörka ringar. Utanför parningstiden är arten i allmänhet blekare. Honor har oftast ett större huvud än hanar.

## Utbredning och habitat
Notocitellus annulatus förekommer i västra Mexiko vid Stilla havet. Den vistas i låglandet och i låga bergstrakter upp till 1 200 meter över havet. Habitatet utgörs av tropiska lövfällande skogar ofta med klätterväxter bland träden.

## Ekologi
Individerna gräver sina bon i skydd av klippor, stenmurar, trädrötter eller omkullfallna träd. Ofta finns ingången nära taggiga buskar av släktena Prosopis eller Acacia. Denna sisel är vanligen dagaktiv och har bra förmåga att klättra i växtligheten. Arten äter frukter, nötter, frön och troligen insekter. Dessutom ingår unga skott av kaktusväxter i födan.
Notocitellus annulatus fortplantar sig mellan december och juni under den torra perioden. En hona med fyra ungar dokumenterades. Antagligen har arten samma fortplantningssätt som andra sislar.